# 梅瑟維 (愛荷華州)
梅瑟維（英語：Meservey）是一個位於美國愛荷華州塞羅戈多縣的城市。

## 地理
梅瑟維的座標為42°54′47″N 93°28′34″W / 42.91306°N 93.47611°W，而該地的平均海拔高度為381米（即1250英尺）。

## 人口
根據2010年美國人口普查的數據，梅瑟維的面積為3.91平方千米，當中陸地面積為3.91平方千米，而水域面積為0.00平方千米。當地共有人口256人，而人口密度為每平方千米65人。